# Campionati europei di sollevamento pesi 1963
I Campionati europei di sollevamento pesi 1963, 45ª edizione della manifestazione, si svolsero a Stoccolma dal 7 al 13 settembre; la gara mondiale venne considerata valida anche come campionato europeo e furono classificati i tre atleti del continente col miglior piazzamento.

## Formula
La formula prevedeva tre serie di sollevamenti:
- sollevamento a distensione a due mani;
- sollevamento a strappo a due mani;
- sollevamento a slancio a due mani.

## Titoli in palio
| Categoria            | Eventi         | Atleti |
| -------------------- | -------------- | ------ |
| Pesi gallo           | Fino a 56 kg   | 8      |
| Pesi piuma           | Fino a 60 kg   | 11     |
| Pesi leggeri         | Fino a 67.5 kg | 16     |
| Pesi medi            | Fino a 75 kg   | 18     |
| Pesi massimi leggeri | Fino a 82.5 kg | 15     |
| Pesi mediomassimi    | Fino a 90 kg   | 18     |
| Pesi massimi         | Oltre i 90 kg  | 12     |

## Nazioni partecipanti
Ai campionati parteciparono 98 atleti rappresentanti di 22 nazioni. Sette di queste entrarono nel medagliere. Tra parentesi i partecipanti per nazione.
- Austria (6)
- Belgio (3)
- Bulgaria (6)
- Cecoslovacchia (4)
- Danimarca (3)
- Finlandia (7)
- Francia (5)
- Germania Est (7)
- Germania Ovest (5)
- Israele (2)
- Italia (3)
- Norvegia (4)
- Paesi Bassi (2)
- Polonia (7)
- Portogallo (1)
- Romania (2)
- Regno Unito (6)
- Spagna (2)
- Svezia (5)
- Turchia (4)
- Ungheria (7)
- Unione Sovietica (7)

## Risultati
| Evento       | Oro               | Oro   | Argento              | Argento | Bronzo            | Bronzo |
| ------------ | ----------------- | ----- | -------------------- | ------- | ----------------- | ------ |
| 56 kg.       | Aleksej Vachonin  | 345,0 | Róbert Nagy          | 312,5   | Vasil Petkov      | 310,0  |
| 60 kg.       | Imre Földi        | 365,0 | Sebastiano Mannironi | 347,5   | Rudolf Kozłowski  | 342,5  |
| 67,5 kg.     | Marian Zieliński  | 417,5 | Waldemar Baszanowski | 410,0   | Vladimir Kaplunov | 410,0  |
| 75 kg.       | Aleksandr Kurynov | 437,5 | Mihály Huszka        | 437,5   | Hans Zdražila     | 422,5  |
| 82,5 kg.     | Győző Veres       | 477,5 | Rudol'f Pljukfel'der | 467,5   | Géza Tóth         | 450,0  |
| 90 kg.       | Louis Martin      | 480,0 | Ireneusz Paliński    | 475,0   | Ėduard Brovko     | 470,0  |
| Oltre 90 kg. | Jurij Vlasov      | 557,5 | Leonid Žabotyns'kyj  | 527,5   | Ivan Veselinov    | 485,0  |

## Medagliere
| Posiz. | Nazione          | Oro | Argento | Bronzo | Totale |
| ------ | ---------------- | --- | ------- | ------ | ------ |
| 1      | Unione Sovietica | 3   | 2       | 2      | 7      |
| 2      | Ungheria         | 2   | 2       | 1      | 5      |
| 3      | Polonia          | 1   | 2       | 1      | 4      |
| 4      | Regno Unito      | 1   | 0       | 0      | 1      |
| 5      | Italia           | 0   | 1       | 0      | 1      |
| 6      | Bulgaria         | 0   | 0       | 2      | 2      |
| 7      | Cecoslovacchia   | 0   | 0       | 1      | 1      |
| Totale | Totale           | 7   | 7       | 7      | 21     |

## Classifica a squadre
Il sistema di punteggio è basato sui punti distribuiti per l'esercizio totale in base allo schema adottato nel 1958:
| Pos. | Squadra          | Punti |
| ---- | ---------------- | ----- |
| 1    | Unione Sovietica | 39    |
| 2    | Ungheria         | 34    |
| 3    | Polonia          | 27    |
| 4    | Bulgaria         | 12    |
| 5    | Cecoslovacchia   | 10    |
| 6    | Regno Unito      | 9     |
| 7    | Germania Est     | 6     |
| 7    | Finlandia        | 6     |
| 9    | Italia           | 5     |
| 10   | Germania Ovest   | 4     |
| 11   | Francia          | 2     |